# Berry, Alabama
Berry är en ort i Fayette County i delstaten Alabama, USA.